# رون ميدالين
رون ميدالين (بالنرويجية البوكمول: Rune Medalen)‏ هو لاعب كرة قدم نرويجي في مركزي الهجوم، ولد في 13 أبريل 1970 في ستافانغر في النرويج. لعب مع نادي برينه ونادي سوغندال لكرة القدم ونادي فيكينغ.